# Abhidhammatthasangaha
Der Abhidhammattha-Saṅgaha ist eine Kurzdarstellung aller sechs Bücher des Abhidhamma-Pali-Kanons und der dazugehörigen Kommentare. Ein Verständnis ist oft nicht ohne Erklärung oder Anleitung eines Lehrers möglich.
Nach der burmesischen Tradition ist der Verfasser dieses Werkes ein singhalesischer Mönch namens Anuruddha, der es in einem Kloster bei der alten Königstadt Polonnaruwa in Ceylon verfasst haben soll, und von dem man annimmt, dass er nicht später als im 12. Jahrhundert und nicht früher als im 8. Jahrhundert gelebt habe.
Der Titel des Werkes, Abhidhammattha-Saṅgaha, bedeutet wörtlich etwa „Zusammenfassung der Wirklichkeiten“. Abhidhammattha, genauer gesagt abhidhammattha-dhamma, stellt die in der Meditation nachvollziehbaren, letztendlich „wirklichen Dinge“, wie zum Beispiel alle körperlich und geistig erfahrbaren Daseinserscheinungen, dar. Im Gegensatz stehen dazu die sogenannten „konventionellen Dinge“, so wie zum Beispiel Ich, Person, Mann, Frau, Hund, Haus usw., die man im alltäglichen Leben zur groben Orientierung verwendet, die jedoch nach Ansicht des Werkes nur unreale Konzepte und damit keine wirklichen Phänomene darstellen.
Der Abhidhammattha-Saṅgaha gliedert sich in die folgenden Teile:
- Kompendium des Bewusstseins
- Kompendium der Geistesfaktoren
- Kompendium der besonderen Kategorien: Bewusstseinarten und Gefühle, Objekte, Sinnesgrundlagen
- Kompendium der geistigen Prozesse: Arbeitsweise unseres Geistes
- Kompendium der prozessunabhängigen Dinge: Tod, Wiedergeburt, Lebenskontinuum, Karma, Existenzebenen
- Kompendium der Körperlichkeit: Materie oder physikalische Phänomene und Nibbāna
- Kompendium der Kategorien: Verschiedene Kategorien und Gruppierungen
- Kompendium der Bedingungen: Bedingtes Entstehen (Paticcasamuppāda) und Bedingungszusammenhänge (Patthāna); Konzepte und Menschentypen (Puggalapaññatti)
- Kompendium der Übungsgebiete: Erklärung von Meditationsarten, -objekten und individueller Eignung